# Theodor Höijer
Carl Theodor Höijer, född 20 februari 1843 i Helsingfors, död där 31 oktober 1910, var en finländsk arkitekt. 

## Karriär
Höijer var en av de ledande finländska arkitekterna under sin tid. Han blev klar med sina arkitekturstudier vid Kungliga konstakademien i Stockholm år 1868. Tillsammans med Frans Anatolius Sjöström, Axel Loenbom och Theodor Decker hade han en arkitektbyrå åren 1872–1876. Efter att byrån avvecklats jobbade han ensam som arkitekt. 
Åren 1872–1876 var Höijer den första läraren i arkitekturritning i Polytekniska institutet (nuvarande Tekniska högskolan, Helsingfors). Han undervisade en andra period 1902–1903.
Han är begravd på Sandudds begravningsplats i Helsingfors.

## Produktion

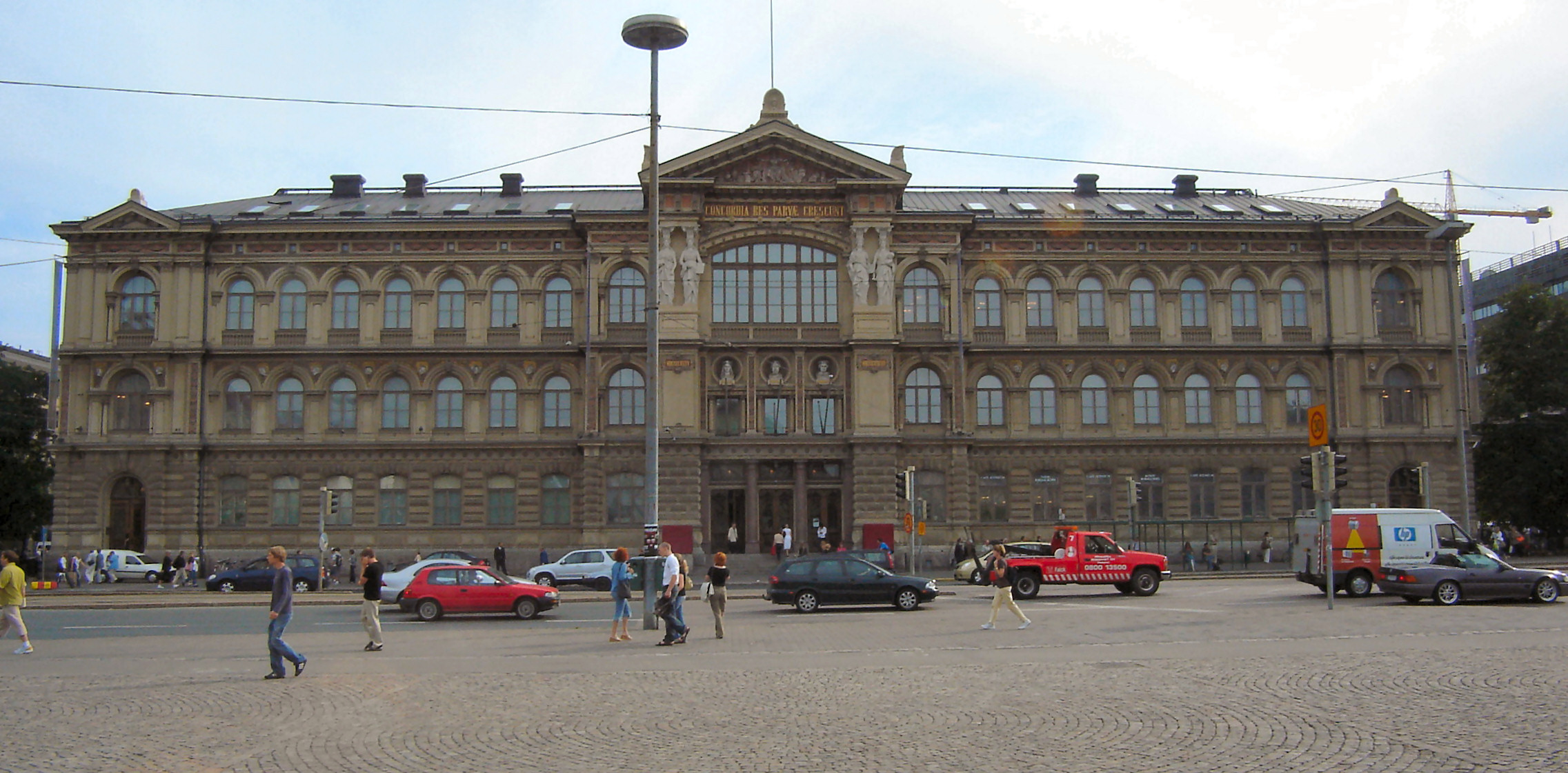
Theodor Höijer: Ateneum, Helsingfors (1887).

Höijers produktion är främst koncentrerad till hans hemstad Helsingfors där han planerade flera affärs- och bostadsbyggnader under slutet av 1800-talet. Många av dem var ritade i nyrenässans. 
- Sandudds gamla begravningskapell, 1873
- Richardsgatans bibliotek, 1881
- Grönqvistska huset på Norra Esplanaden, 1883
- Helsingfors huvudbrandstation (Skillnadens brandstation), 1891
- Ateneum, 1887
- Hotell Kämp på Norra Esplanaden
- Kalevahuset vid Skillnaden
- Norrménska huset på Skatudden, 1897, rivet 1960
- Villa Ideshem på Tammelund, 1898
- Hubers hus på Mannerheimvägen, rivet 1960
- Skohas hus på Centralgatan, rivet 1960, ersatts av Korvhuset

Höijer planerade också ombyggnaden av den medeltida brandskadade Helsinge kyrka i nygotisk stil år 1893. I övriga Finland har Höijer ritat bland andra Messuby kyrka (nya) (1879) och några industribyggnader.

## Galleri

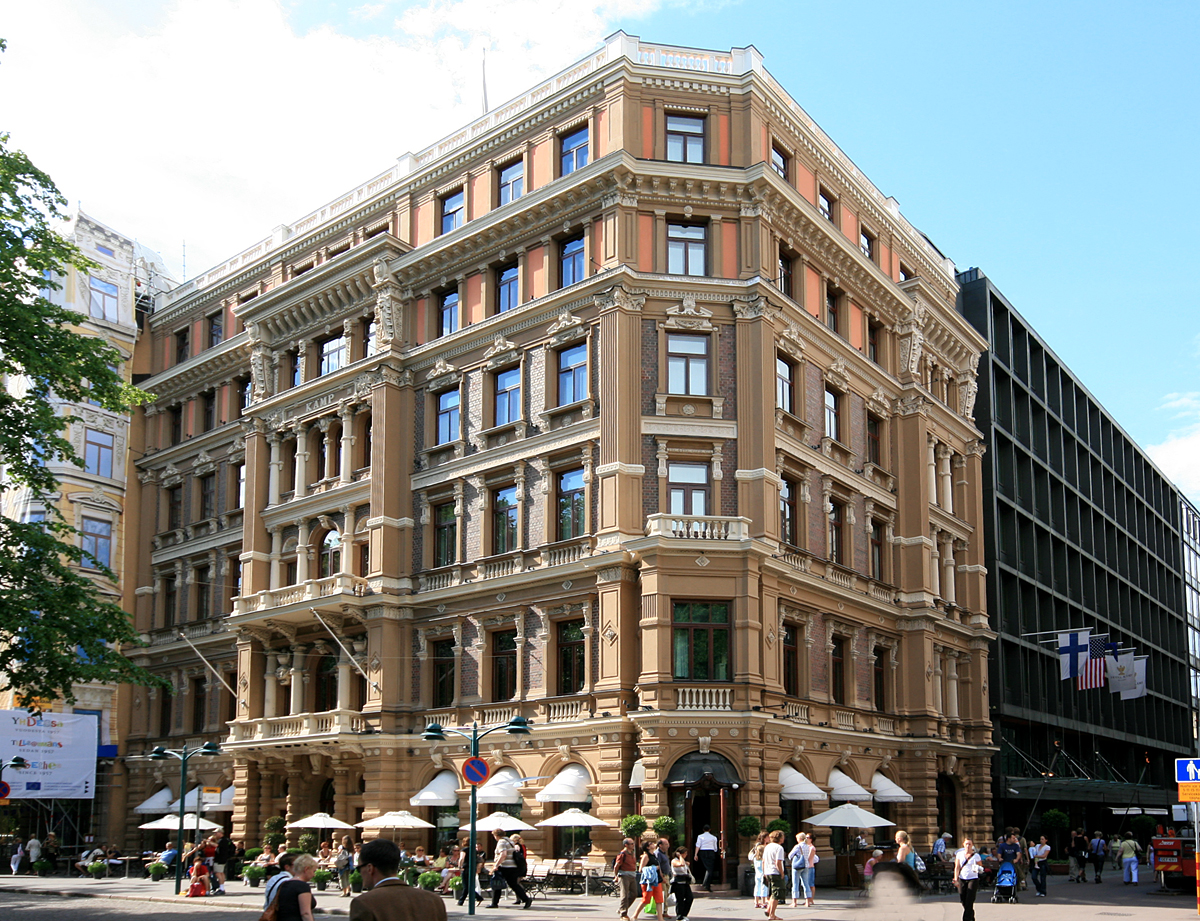
Hotell Kämp på Norra Esplanaden, Helsingfors.
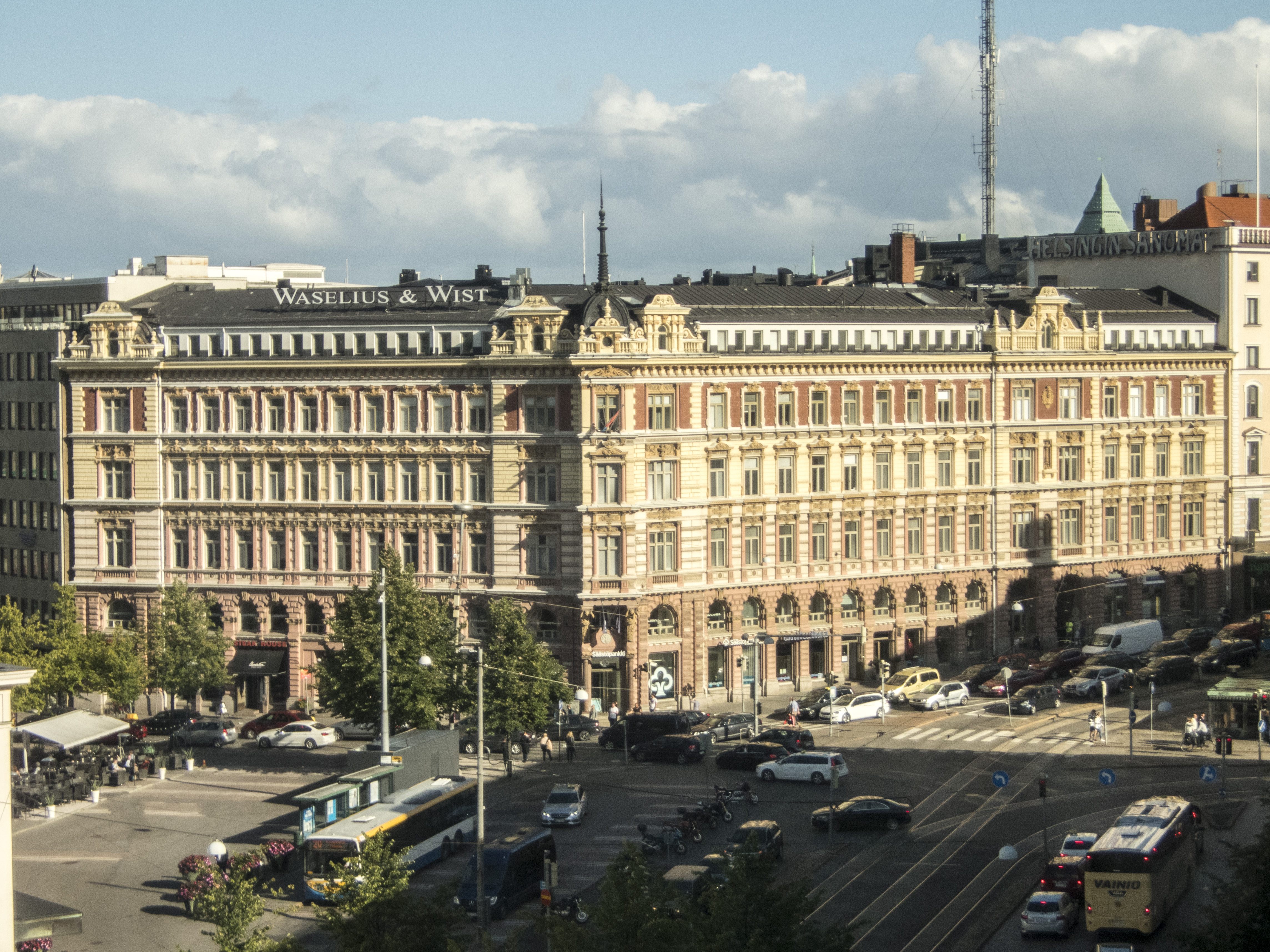
Södra Esplanaden 24, Helsingfors
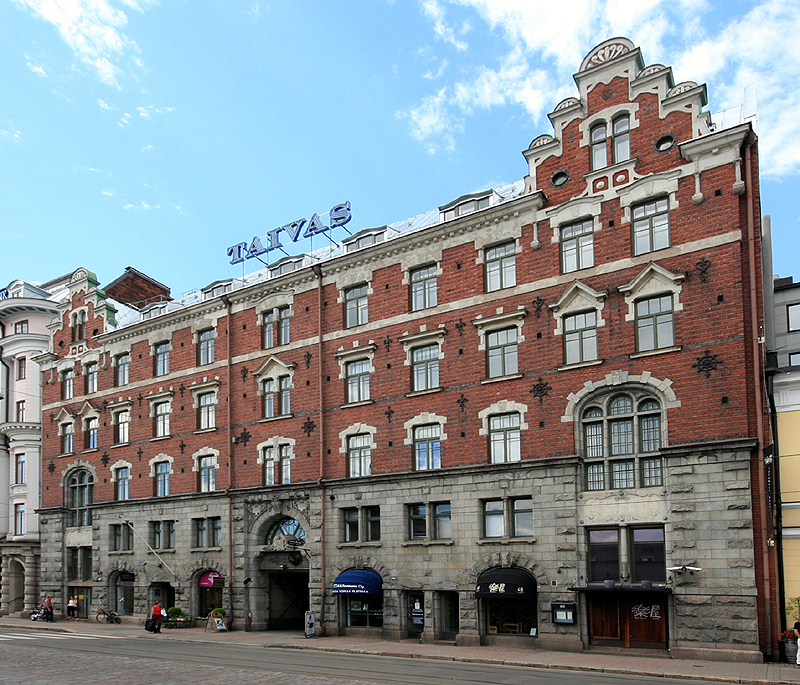
Södra Kajen 14, Helsingfors, 1906.
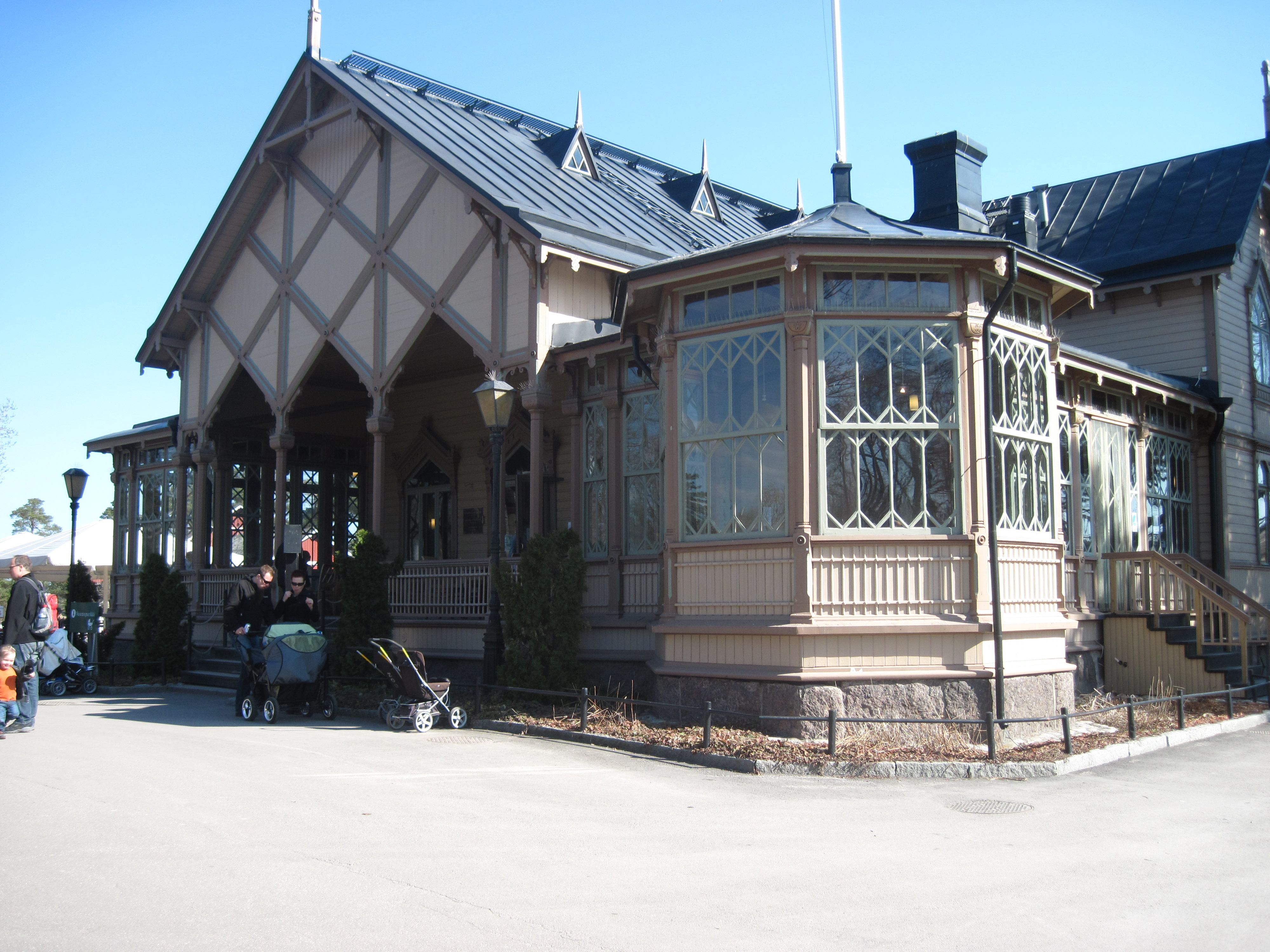
Restaurang Bocken på Högholmen, Helsingfors, 1884.
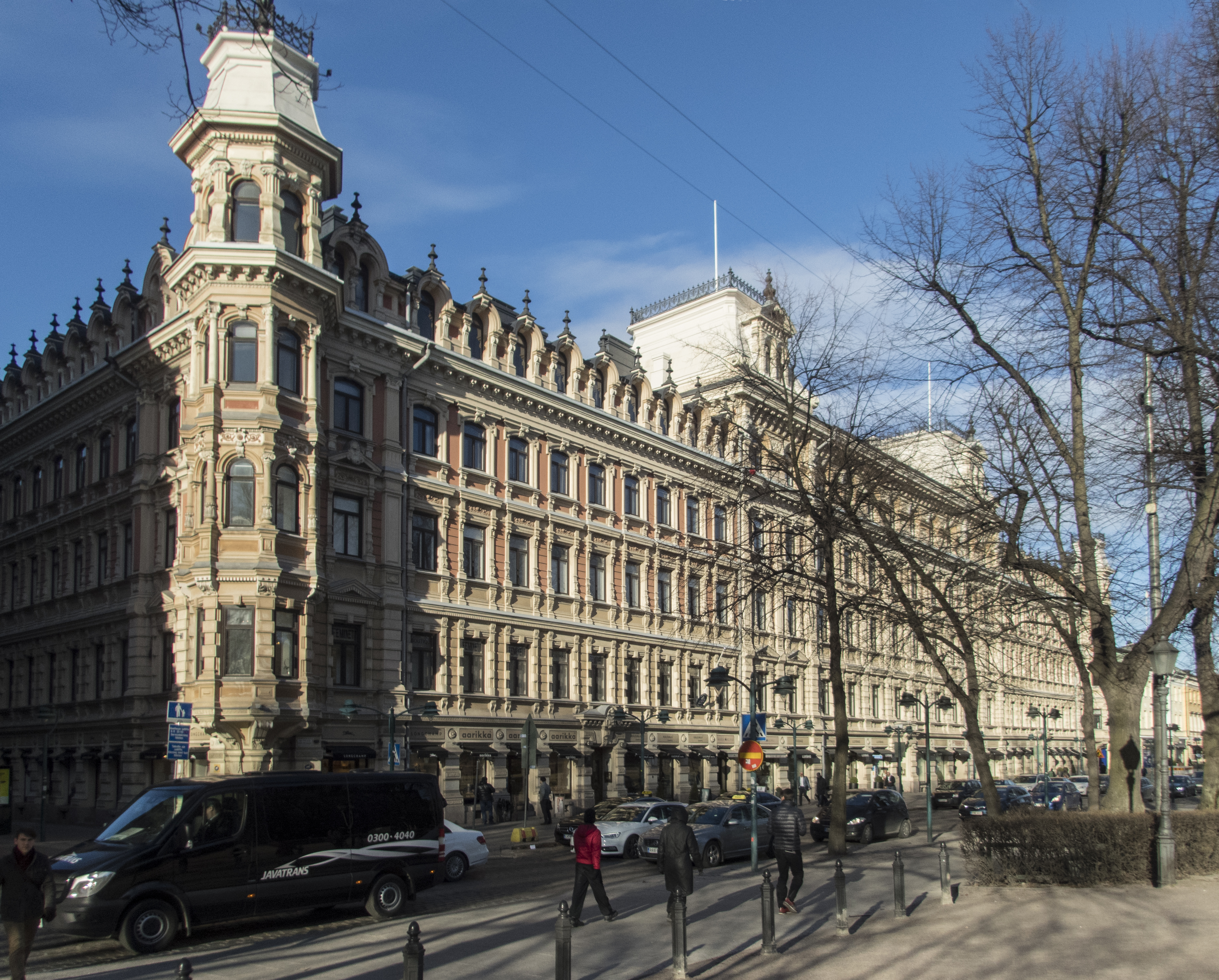
Grönqvistska huset, Helsingfors, 1882.
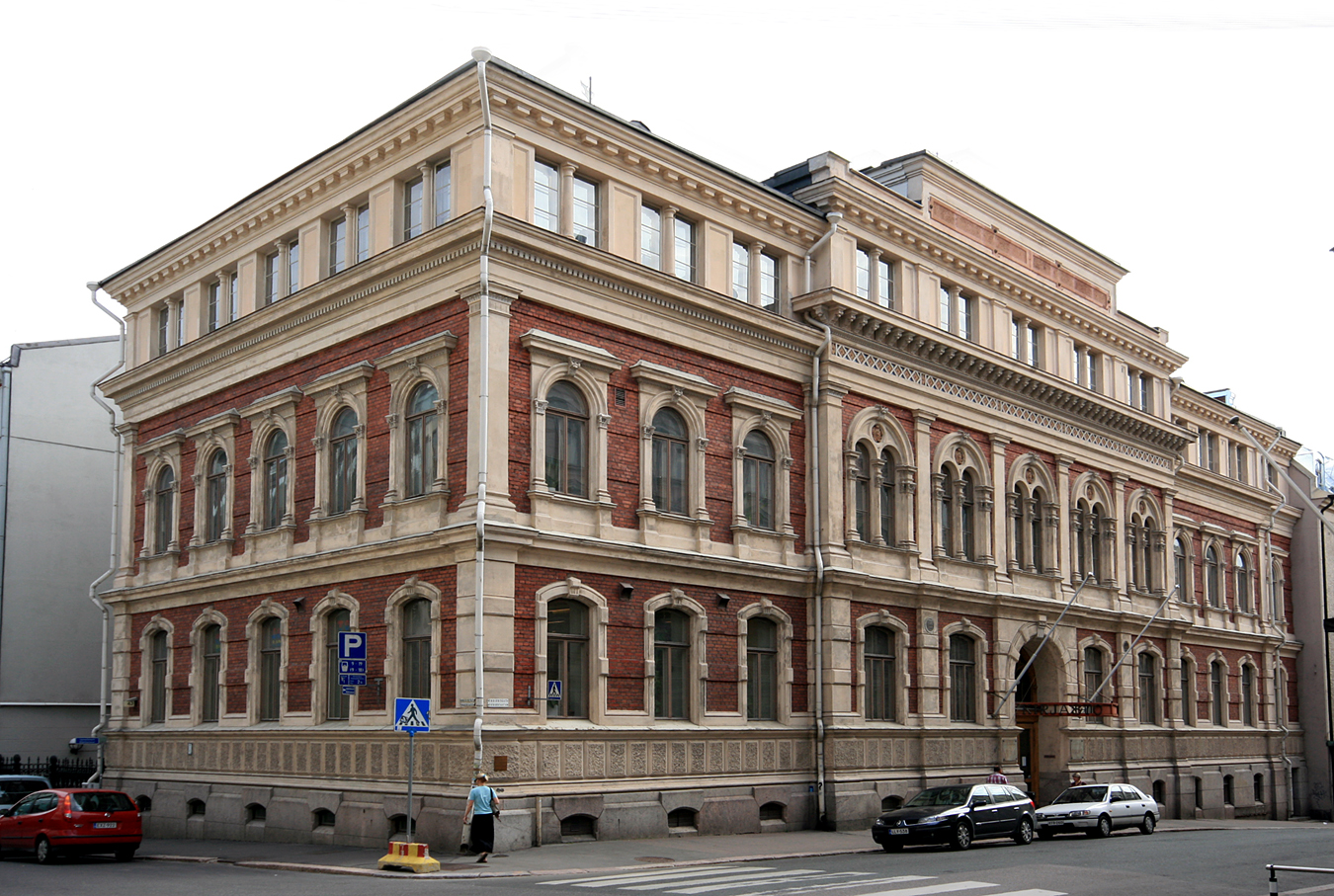
Richardsgatans bibliotek, Helsingfors, 1881.